# Dame de nage

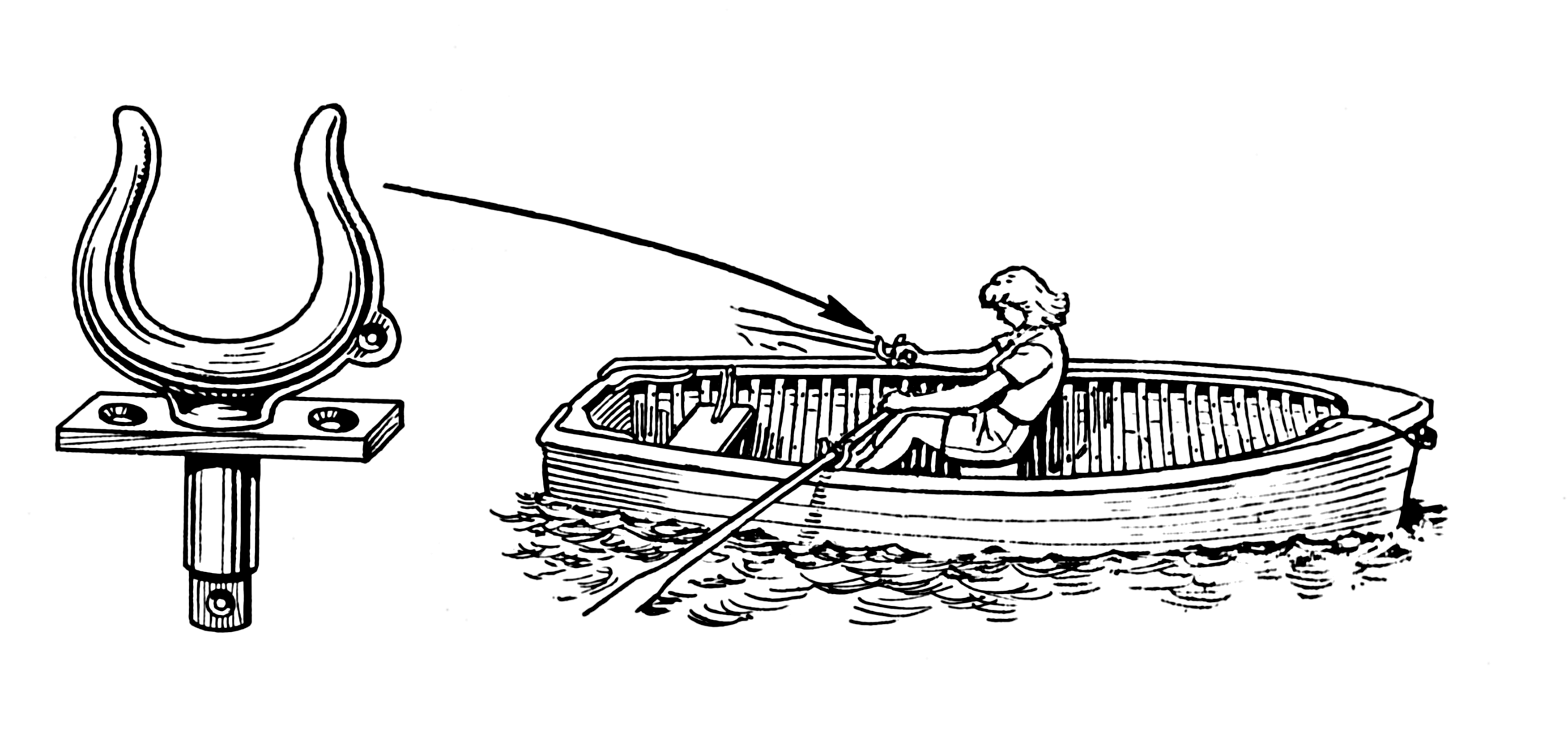
Schéma.

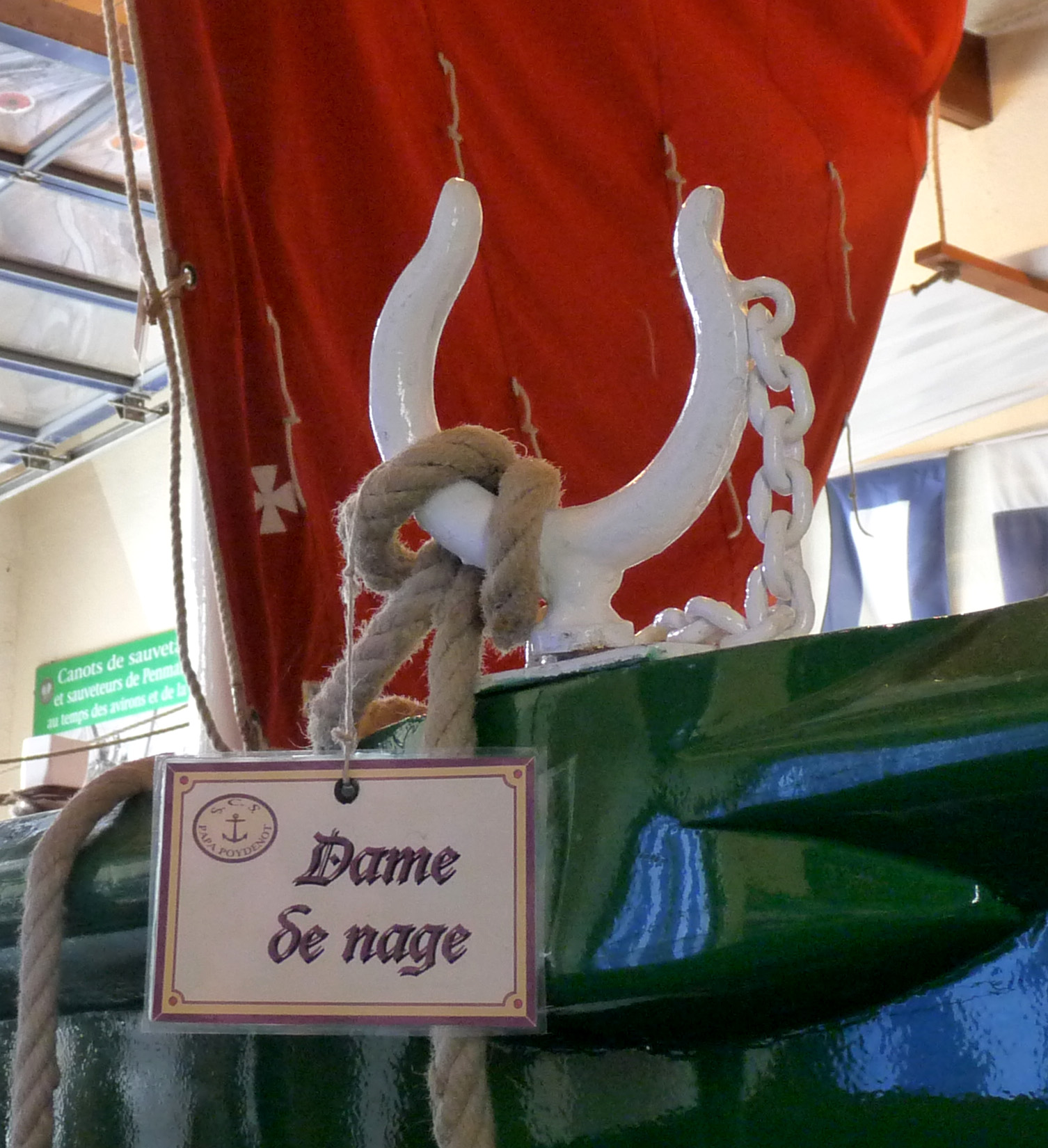
Dame de nage d'un canot de sauvetage de 1900 reconstitué (phare d'Eckmühl, Finistère).

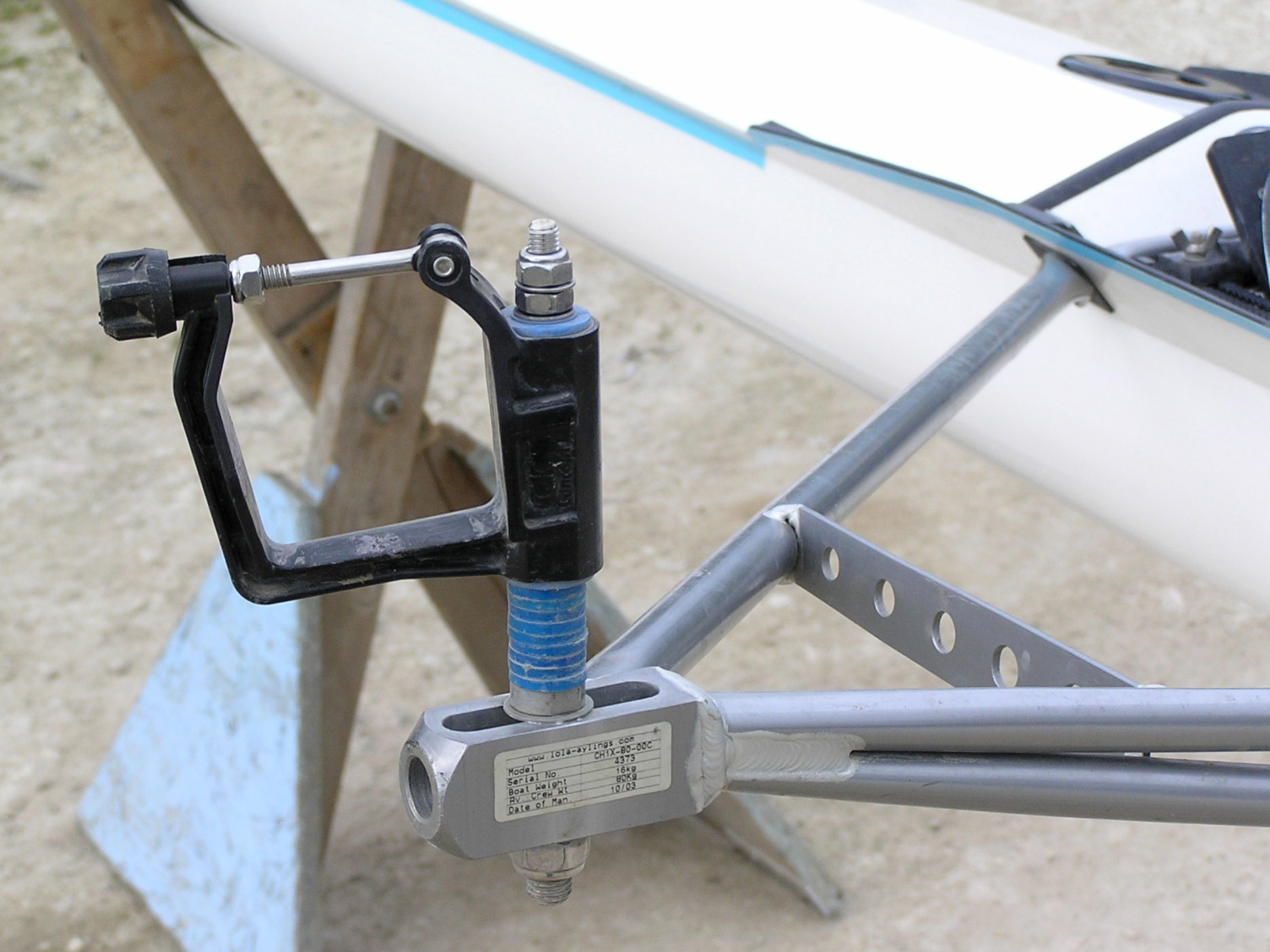
Dame de nage d'un bateau d'aviron moderne.

La dame de nage est un objet servant à fixer une rame sur une embarcation à rames. Durant le mouvement du rameur, elle joue le rôle de pivot et transfère à l'embarcation la réaction créée par le coup de rame.
On l'ouvre grâce à une molette en plastique, que l'on peut visser et dévisser, fixée sur une barrette métallique. 
Les dames de nage sont généralement fixées sur le plat-bord. Toutefois, sur certaines embarcations particulièrement étroites comme les bateaux d'aviron, elles sont montées à l'extrémité d'outriggers ou portants.
Les dames de nage sont généralement en forme de U, fermée à l'extrémité supérieure par une barrette mobile. Elles sont fixées à un axe vertical et peuvent pivoter autour de celui-ci pour suivre le mouvement de la rame.
Ce terme propre au vocabulaire maritime a été popularisé en 2007 par la publication du roman de Bernard Giraudeau, Les Dames de nage. En 1995 une exposition consacrée à l'artiste-peintre Monique Frydman au Musée des beaux-arts de Caen  s'intitulait déjà Monique Frydman : les dames de nage, 1992-1995. Dames de nage est également le titre d'un recueil de nouvelles de Jan Rozmuski paru en 2004. 